# Škulj
Škulj (ili Škuj) je nenaseljeni otok u južnom dijelu Kornatskog otočja, oko 1 km udaljen od najjužnijeg dijela otoka Kornata. Najbliži otok je Ravni Žakan, 360 metara istočno. Između Škulja, Kurba Vele, Oključa i Garmenjaka Velog rasprostire se niz manjih otočića i hridi, koje domaće stanovništvo naziva Desetinjaci.
Površina otoka je 0,8832, duljina obalne crte 5 km, a visina 145 metara.

## Vanjske poveznice
|  | Zajednički poslužitelj ima još gradiva o temi Škulj |